# Sümegi Ödön
Sümegi Ödön (Arad, 1882. július 7. – Budapest, 1945. április 26.) aradi magyar színész, rendező, színésznevelő szakember, színpadi író.

## Életútja, munkássága
Sümegi Kálmán újságíró, irodalomtörténész, az Első Magyar Biztosító Társaság vezértitkára és Horváth Izabella fiaként született. A Kegyes-tanítórendek Vezetése Alatt Álló Szegedi Városi Főgimnáziumban érettségizett, majd Rákosi Szidi színiiskolájában végzett 1900-ban. Próbaéneklés után Porzsolt Kálmán a budapesti Népszínházhoz szerződtette.
Állomásai: 1903–1904-ben Komjáthy Jánosnál Kassán, 1904–1905-ben Somogyi Károlynál Nagyváradon, 1905–10-ben Makó Lajosnál és Almássy Endrénél Szegeden, 1910–11-ben Palágyi Lajosnál Miskolcon, 1911–12-ben Heves Bélánál Szatmáron, 1913–16-ban Almássy Endrénél Szegeden, 1916–24-ben Janovics Jenőnél Kolozsvárott. 1924–26-ban magyar színigazgató volt Erdélyben. Játszott még Parlagi társulatával Nagykárolyban, Szilágysomlyón, Szamosújváron, Désen, Zsibón, Nagyenyeden, Petrozsényben, Lupényban, Déván, Orsován, Szászrégenben, Dicsőszentmártonban, Medgyesen, majd Tordán lépett fel. 1928-ban távozott Erdélyből, ekkor mint színész a szegedi színház tagja lett.
Ő írta a Délibáb című opera szövegkönyvét és egy színpadi játékot, Mindnyájunknak el kell menni címmel.
Halálát tüdőgümőkór okozta. Felesége Giesztl Róza volt.

## Szerepei
- Rip van Winkle
- Henri marquis (Robert Planquette: Cornevillei harangok)
- Casanova
- Beppo (Huszka Jenő: Aranyvirág)
- Daniló (Lehár Ferenc: A víg özvegy)
- Lehár Ferenc: Luxemburg grófja
- Nagyherceg (Jacobi Viktor: Sybill)
- Tom Migles (Jacobi Viktor: Leányvásár)
- Schober báró (Berté Henrik: Három a kislány)